# Chessgames.com
Chessgames.com은 인터넷 체스 커뮤니티로, 173,000명 이상의 회원이 있다.
이 사이트는 대규모 체스 게임 데이터베이스를 유지 관리하며 각 게임에는 의견 및 분석을 위한 자체 토론 페이지가 있다. 주로 최소 한 명의 플레이어가 강인한 게임으로 제한되며, 데이터베이스는 가장 초기에 기록된 게임으로 시작하여 현재 최상위 토너먼트의 게임으로 업데이트된다. 기본 멤버십은 무료이며 사이트는 모든 수준의 플레이어에게 열려 있으며 프리미엄 멤버에게는 추가 기능이 제공된다. Chessgames.com의 주요 목적은 체스 토론과 분석을 위한 출구를 제공하는 것이지만, 상담 게임은 전 미국 챔피언과 전 세계 통신 챔피언 2명을 포함하여 다른 멤버 팀 또는 매우 강력한 마스터와 플레이하는 멤버 팀으로 주기적으로 구성된다.
회원은 자신의 토론 페이지를 유지할 수 있으며 오프닝, 최종 게임 및 희생에 대한 연구를 지원하는 기능이 있다. 첫 페이지에는 또한 오늘의 퍼즐, 오늘의 선수, 오늘의 게임이 있으며 퍼즐은 월요일의 "매우 쉬움"에서 일요일의 "미친"까지 일주일 내내 난이도가 다르다.